# Ceraceomyces
Ceraceomyces es un género de hongo perteneciente a la familia Amylocorticiaceae. El género está ampliamente extendido y cuenta con 16 especies.

## Especies
- Ceraceomyces borealis
- Ceraceomyces cerebrosus
- Ceraceomyces corymbatus
- Ceraceomyces cremeo-ochraceus
- Ceraceomyces crispatus
- Ceraceomyces cystidiatus
- Ceraceomyces microsporus
- Ceraceomyces oligodontus
- Ceraceomyces reidii
- Ceraceomyces serpens
- Ceraceomyces sublaevis
- Ceraceomyces sulphurinus
- Ceraceomyces tessulatus
- Ceraceomyces variicolor
- Ceraceomyces violascens